# Герулата
Герулата (лат. Gerulatis) — римский военный лагерь (кастель), находившийся на территории нынешнего района Братиславы Русовце. Был построен во II веке как часть Лимеса. 
Входил в состав римской провинции Паннония.
В IV веке, когда римские легионы покинули Паннонию, оказался заброшенным.
В настоящее время остатки военного лагеря отреставрированы и открыта экспозиция Братиславского музея, на которой представлены находки, обнаруженные на территории Словакии, относящиеся к периоду Римской империи.